# Бончкі (Мазовецьке воєводство)
Бончкі (пол. Bączki) — село в Польщі, у гміні Мацейовиці Ґарволінського повіту Мазовецького воєводства.
Населення — 93 особи (2011).
У 1975-1998 роках село належало до Седлецького воєводства.

## Демографія
Демографічна структура станом на 31 березня 2011 року:
|          | Загалом | Допрацездатний вік | Працездатний вік | Постпрацездатний вік |
| -------- | ------- | ------------------ | ---------------- | -------------------- |
| Чоловіки | 52      | 16                 | 34               | 2                    |
| Жінки    | 41      | 11                 | 24               | 6                    |
| Разом    | 93      | 27                 | 58               | 8                    |